# Fleetwood (Royaume-Uni)
Pour les articles homonymes, voir Fleetwood.
Fleetwood est une station balnéaire anglaise, située dans le comté du Lancashire, à treize kilomètres de Blackpool. Sa population est de 26 841 habitants. Elle a été fondée en 1836 par Peter Hesketh et conçue principalement par Decimus Burton.

## Patrimoine
- Église Sainte-Marie.